# Klaus Jochen Arnold
Klaus Jochen Arnold (* 1968 in Ibbenbüren) ist ein deutscher Historiker.

## Leben
Arnold studierte Neuere Geschichte, Politikwissenschaft und Osteuropäische Geschichte an der Westfälischen Wilhelms-Universität in Münster und wurde 2002 bei Wolfgang Jacobmeyer mit der Dissertation Die Wehrmacht und die Besatzungspolitik in den besetzten Gebieten der Sowjetunion zum Dr. phil. promoviert. 2004 erhielt er für seine Dissertation den Werner-Hahlweg-Preis für Militärgeschichte und Wehrwissenschaften (3. Preis).
Danach arbeitete er als wissenschaftlicher Mitarbeiter des Universitätsarchivs Freiburg. Zudem war er verantwortlicher Bearbeiter des DFG-Projektes des Brandenburgischen Landeshauptarchivs und des Zentrums für Zeithistorische Forschung (ZZF) in Potsdam: „Demontagen in der Sowjetischen Besatzungszone und Berlin 1945–1948“. Von 2006 bis 2007 war er Lehrbeauftragter an der Universität Leipzig; Im November 2007 wurde er stellvertretender Projektleiter in der Akademie der Konrad-Adenauer-Stiftung (KAS) in Sankt Augustin. Im Dezember 2008 ging er als wissenschaftlicher Mitarbeiter ans KAS-Bildungswerk Hannover. Seit 2012 ist er wissenschaftlicher Mitarbeiter des Politischen Bildungsforums Brandenburg der KAS in Potsdam.
Arnold verfasste Fachaufsätze für u. a. Zeitschrift für Geschichtswissenschaft (ZfG), Geschichte in Wissenschaft und Unterricht (GWU), Militärgeschichtliche Mitteilungen (MGM) und Militärgeschichte. Zeitschrift für historische Bildung und ist als freiberuflicher Rezensent tätig.

## Rezeption

### Dissertation
Seine 2005 bei Duncker & Humblot veröffentlichte Dissertation Die Wehrmacht und die Besatzungspolitik in den besetzten Gebieten der Sowjetunion. Kriegführung und Radikalisierung im „Unternehmen Barbarossa“ wurde 2006 durch den Historiker Christian Hartmann in der Frankfurter Allgemeinen Zeitung rezensiert: „Die sprachliche Gestaltung dieser Studie läßt das teilweise sehr komplexe Geschehen nicht unbedingt transparenter werden. Zuweilen fördert sie, und das ist ärgerlich, auch Mißverständnisse. […] Solchen Einschränkungen zum Trotz handelt es sich dennoch um einen wichtigen Beitrag zur Geschichte des deutsch-sowjetischen Krieges, der die bewegte Diskussion über die Verbrechen der Wehrmacht auf alle Fälle bereichern wird.“
Zuvor meinte der Historiker Peter Hoeres bei H-Soz-u-Kult: „Die […] Dissertationsschrift von Klaus Jochen Arnold stellt die Forschung zur Wehrmacht im Ostkrieg auf eine neue Grundlage. Dies liegt zum einen an der äußerst umfangreichen Auswertung der Quellen, vornehmlich aus dem Bundesarchiv-Militärarchiv in Freiburg. Zum anderen an der mit großer Sorgfalt betriebenen Quellenkritik und an dem multifaktoriellen Zugriff auf das Thema.“
Der Historiker Wigbert Benz schloss seine Rezension von Arnolds Werk in den Informationen für den Geschichts- und Gemeinschaftskundelehrer wie folgt ab: „So entgleitet Arnold die souveräne  wissenschaftliche Auseinandersetzung mit seinem Objekt – der Wehrmacht und ihrer Besatzungspolitik im Osten – mehr und mehr in Richtung einer Übernahme der Perspektive der Wehrmacht und ihrer Apologeten durch den Forscher selbst.“
In seiner Rezension von Die Wehrmacht und die Besatzungspolitik in den besetzten Gebieten der Sowjetunion in der Zeitschrift für Ostmitteleuropa-Forschung warf der Historiker Christian Gerlach Arnold folgende Mängel vor: „Die Minimierung oder das Verschweigen von Opferzahlen, das Zuweisen der Hauptverantwortung an Hitler, die SS, das OKW, vor allem aber an die Sowjets, der Verweis auf bedauerliche Umstände, die Verwischung von Verantwortung in elaborierten Substantivierungen und Passivkonstruktionen […].“
Armin Nolzen schrieb in seiner Rezension in der Zeitschrift für Geschichtswissenschaft: „Irritierend ist darüber hinaus das außergewöhnlich große Verständnis, das der Autor der Wehrmacht entgegenbringt. Ein solches Ausmaß der Einfühlung in die Täter lässt den Rezensenten fassungslos zurück.“
Weitere kritische Besprechungen wurden von den bekannten Historikern Christoph Dieckmann, Thomas Kühne und Dieter Pohl verfasst.

### Weiteres
Der Publizist Thomas Medicus kommentierte 2009 das mit Konrad Jarausch im Verlag Ferdinand Schöningh herausgegebene Werk „Das stille Sterben…“ Feldpostbriefe aus Polen und Rußland 1939–1942 im Feuilleton der Tageszeitung Die Welt mit: „Im Gegensatz zu vielen […] Veröffentlichungen ist diese ein Glücksfall, denn sie kommt ohne den häufig vorhandenen Gefühlskitsch aus. Um des größtmöglichen wissenschaftlichen Ertrags willen hat Jarausch den Militärhistoriker Klaus Jochen Arnold hinzugezogen. Das Sagen hat hier nicht Sentimentalität, sondern das Handwerk des Historikers.“

## Veröffentlichungen

### Monografie
- Die Wehrmacht und die Besatzungspolitik in den besetzten Gebieten der Sowjetunion. Kriegführung und Radikalisierung im „Unternehmen Barbarossa“. Duncker & Humblot, Berlin 2005, ISBN 3-428-11302-0 (= Univ., Diss., Münster (Westfalen) 2002).[10]

### Herausgeberschaften
- mit Konrad Jarausch: „Das stille Sterben…“ Feldpostbriefe aus Polen und Rußland 1939–1942. Mit einem Geleitwort von Hans-Jochen Vogel. Schöningh, Paderborn 2008, ISBN 978-3-506-76546-8.
- mit Bernhard Vogel, Melanie Piepenschneider: Orte der Freiheit und Demokratie in Deutschland. Konrad-Adenauer-Stiftung, Sankt Augustin 2010, ISBN 978-3-941904-03-3.
- mit Melanie Piepenschneider: Was bedeutet uns der 20. Juli 1944? (= Handreichung zur Politischen Bildung, Band 5). Konrad-Adenauer-Stiftung, Sankt Augustin 2011, ISBN 978-3-941904-96-5.
- mit Melanie Piepenschneider: Was war die Mauer? Die Errichtung der innerdeutschen Grenzanlagen durch das SED-Regime und ihre Folgen (= Handreichung zur Politischen Bildung, Band 7). 2. überarbeitete Auflage, Konrad-Adenauer-Stiftung, Sankt Augustin 2013, ISBN 978-3-944015-28-6.

### Bearbeitung
- Demontagen in der Sowjetischen Besatzungszone und in Berlin 1945 bis 1948. Sachthematisches Archivinventar (= Veröffentlichungen des Brandenburgischen Landeshauptarchivs. Bd. 61). Im Auftrag des Brandenburgischen Landeshauptarchivs und des Zentrums für Zeithistorische Forschung hrsg. von Klaus Neitmann und Jochen Laufer, BWV, Berlin 2014, ISBN 978-3-8305-1899-0.